# Black Rose (ciruela)
Black Rose es una variedad cultivar de ciruelo (Prunus salicina), de las denominadas ciruelas japonesas, que se cultiva en la zona española de la provincia de Zaragoza comunidad autónoma de Aragón. Las frutas tienen un tamaño grande, color de piel rojo carmín a rojo oscuro, y pulpa de color rojo intenso, de textura carnosa crujiente, y sabor agradable muy dulce con altos niveles de grados °Brix (entre 14 y 17).

## Sinonimia
- "Black Rosé".[5]

## Historia
'Black Rose' variedad de ciruela (Prunus salicina), de las denominadas ciruelas japonesas, desarrollada y cultivada de forma exclusiva por el grupo AMA (Alta Montaña Aragón) de la empresa "Frutas Lázaro", ubicado en la provincia de Zaragoza, España.

## Características
'Black Rose' árbol de porte extenso, moderadamente vigoroso, erguido. Las flores deben aclararse mucho para que los frutos alcancen un calibre más grueso. Tiene un tiempo de floración que comienza a partir del 16 de abril con el 10% de floración, para el 20 de abril tiene una floración completa (80%), y para el 29 de abril tiene un 90% de caída de pétalos.
'Black Rose' tiene una talla grande de tamaño notablemente, de forma elíptico redondeada, achatada en ambos polos, pudiendo ser de simétrica o disimétrica; epidermis tiene una piel con pruina abundante blanquecina, el color de su epidermis adquiere diferentes matices de color en el proceso de maduración, de rojo carmín a rojo oscuro, presenta lenticelas abundantes de tamaño pequeño, claras, la cavidad peduncular donde suele estar hendida y formando pequeño surco; pulpa de color rojo intenso, de textura carnosa, firme, crujiente jugosa, y sabor acidulado muy agradable muy dulce con altos niveles de grado °Brix (entre 14 y 17).
Hueso adherente pequeño, elíptico redondeado, semi globoso, con zona ventral amplia y muy acusada, bastante más ancha en el tercio pistilar, con ligera cresta, surco dorsal muy marcado, con frecuencia interrumpido en la parte central, los laterales bien acusados, y caras laterales rugosas, con aristas en la zona peduncular.
Su tiempo de recogida de cosecha se inicia en su maduración durante el mes de septiembre a octubre, recogida tardía.

## Usos
Se utiliza para su consumo en fresco.